# 국제금융센터 (대한민국)
국제금융센터(國際金融-, Korea Center for International Finance, KCIF)는 1999년 4월 1일 외환위기 재발 방지를 목적으로, 대한민국 정부와 한국은행 지원으로 설립된 비영리 사단법인이다. 서울특별시 중구 명동11길 19 (명동1가)에 위치하고 있다.

## 주요 업무
- 금융시장 24시간 밀착감시 및 심층분석
- 경제위기발생 가능성에 대한 정량적 점검 및 조기경보시스템 운용
- 세계경제 및 각국의 위험요인 분석과 전망
- 공공 및 민간부문의 국제금융업무 지원

## 연혁
- 1998년 11월 3일 국제금융센터 설립준비단 설치.
- 1999년 2월 23일 국제금융센터 초대 어윤대 원장 및 운영위원 내정.
- 1999년 3월 31일 개소식(재경부 장관, 한은 총재 등 참석).[3]
- 1999년 4월 1일 국제금융센터 설립.
- 2000년 5월 29일 전광우 2대 원장 취임.[4]
- 2001년 4월 12일 김창록 3대 원장 취임.[5]
- 2004년 5월 12일 진병화 4대 원장 취임.
- 2005년 11월 2일 뉴욕사무소 개소(책임자: Michael Ranieri).
- 2007년 5월 14일 정부균 5대 원장 취임.
- 2007년 10월 29일 국제금융센터 창립 총회.
- 2007년 11월 19일 사단법인 국제금융센터 설립 인가.
- 2007년 11월 27일 사단법인 국제금융센터 설립 등기.
- 2010년 5월 14일 이성한 6대원장 취임.
- 2013년 6월 5일 김익주 7대원장 취임.[6]
- 2016년 6월 7일 정규돈 8대원장 취임
- 2019년 6월 7일 최재영 9대원장 취임[7]
- 2022년 9월 19일 이용재 10대원장 취임

## 조직

### 감사

#### 시장모니터링본부
- 자본시장부
- 외환분석부
- 자본유출입부
- 해외동향부
- 시스템리스크분석부

#### 리스크분석본부
- 조기경보부
- 경제리스크분석부
- 글로벌경제부
- 신흥경제부

#### 종합분석실
- 기획부
- 글로벌은행부
- 뉴욕사무소

## 소속기관
- 해외사무소 - 미국 뉴욕(Kcif Inc 1270 Avenue Of The Americas, New York, NY 10020)

## 같이 보기
- 기획재정부
- 금융위원회
- 한국은행
- 금융감독원
- 전국은행연합회
- 한국금융연수원
- 한국금융연구원
- 대외경제정책연구원